# (12820) Robinwilliams
(12820) Robinwilliams est un astéroïde de la ceinture principale.

## Description
(12820) Robinwilliams est un astéroïde de la ceinture principale. Il fut découvert par le programme Spacewatch le 11 mai 1996 à Kitt Peak. Il présente une orbite caractérisée par un demi-grand axe de 2,9310 UA, une excentricité de 0,0467 et une inclinaison de 2,9648° par rapport à l'écliptique.
Il fut nommé en hommage à l'acteur et humoriste Robin Williams, célèbre pour ses prestations dans des films comme Good Morning, Vietnam, Le Cercle des poètes disparus ou Madame Doubtfire.

## Compléments